# Vuelo 706 de Hughes Airwest
El Vuelo 706 de Hughes Airwest fue un vuelo operado por Hughes Airwest, un McDonnell Douglas DC-9-31, que colisionó en el aire con un McDonnell Douglas F-4 Phantom II del Cuerpo de Marines de los Estados Unidos, sobre el sur de California, el domingo 6 de junio de 1971.
El vuelo 706 había partido de Los Ángeles justo después de las 6 p. m., con destino a Seattle, Washington, con escala en Salt Lake City, Utah; Boise, Idaho; Lewiston, Idaho; Pasco, Washington y Yakima, Washington. Para completar el vuelo de entrenamiento, el F-4 salió desde la Estación Aérea Naval Fallon en Nevada para aterrizar en la Estación Aérea del Cuerpo de Infantería de Marina El Toro, cerca de Irvine. El piloto del F4 y los 49 pasajeros y la tripulación a bordo del avión civil murieron en la colisión en las montañas de la Sierra de San Gabriel, cerca de Duarte.
El accidente del vuelo 706 llevó a las Fuerzas Armadas de Estados Unidos a un acuerdo tanto para reducir el número de aviones militares que operan bajo reglas de vuelo visual en los corredores aéreos civiles, y para exigir los aviones militares a obedecer los controladores aéreos civiles.

## Historias de los vuelos

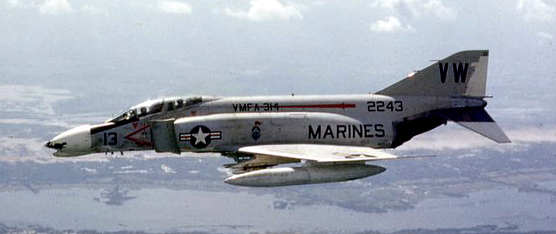
Un F-4B Phantom II del Cuerpo de Marines de los EE. UU. Similar al involucrado.

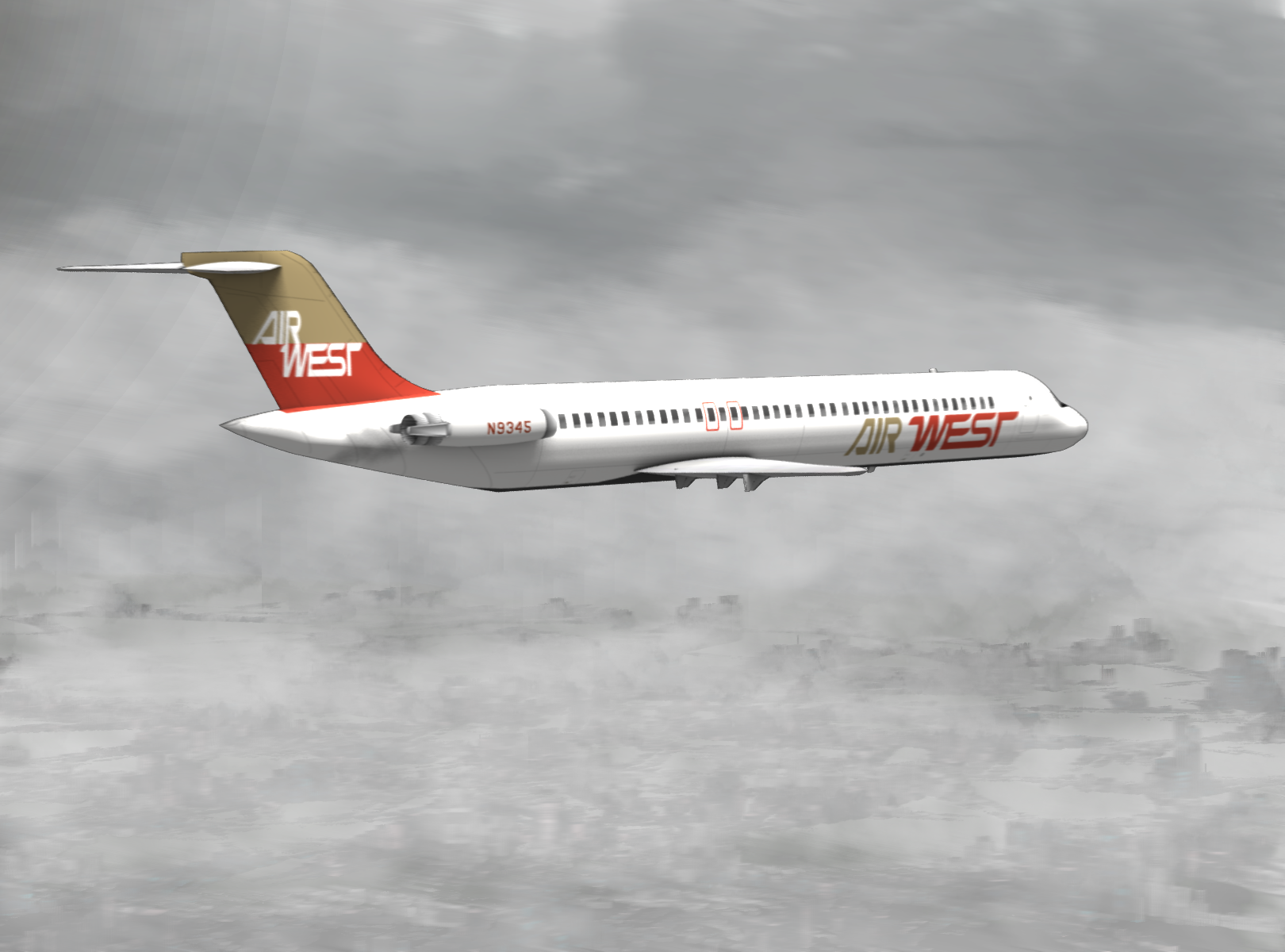
Representación artística del avión accidentado el día del accidente, antes del choque con el caza.

El vuelo 706 era un vuelo regular de pasajeros del Aeropuerto Internacional de Los Ángeles, California, y el Aeropuerto Internacional de Seattle-Tacoma, Washington. El avión, un McDonnell Douglas DC-9-31 de 2 años y un mes, había acumulado 5.542 horas de vuelo desde que entró en servicio en 1969. El avión estaba operando bajo la librea y el nombre de Air West, la aerolínea que había sido comprada recientemente por Howard Hughes y rebautizada como Hughes Airwest.
El avión fue pilotado por el capitán Theodore Nicolay, 50, que había registrado 15.490 horas de vuelo, con 2.562 horas en DC-9. Su copiloto era el primer oficial Price Bruner, de 49 años, que tenía tiempo de volar 17.128 horas y 272 horas en el DC-9. Otros miembros de la tripulación eran 3 auxiliares de vuelo: Joan R. Puylaar, 34; Patricia Shelton, 28; y Helena Koskimies, 30.
El vuelo 706 partió de Los Ángeles a las 6:02 p. m. a Salt Lake City, Utah, la primera de las 5 escalas en el camino a Seattle. El control del vuelo fue trasladado al Centro de Control de Los Ángeles Ruta de tránsito aéreo a las 6:06 p. m. y pasó a través de 12.000 pies (3.700 m) a las 6:09 p. m. y los instruyó a la cabeza 040 (magnética), hasta recibir la Daggett VOR, para seguir su camino. El reconocimiento de esta instrucción del Vuelo 706 fue la última transmisión de radio recibida de la aeronave.
El F-4B Phantom II de los Cuerpo de Marines de los Estados Unidos, cuyo número Bureau (BuNo) es 151458, '458 codificado', había estado en funcionamiento desde el 15 de abril de 1964. En el momento del accidente, fue asignado a la Marina de Ataque de Combate, Escuadrón 323, los aviones marinos Grupo 11, la tercera Marina Air Wing, a pesar de que había sido operado por varios escuadrones antes de eso. El avión de combate se puso a prueba por primera vez por el teniente James R. Phillips, 27. El co-piloto y oficial de intercepción del radar y el primer teniente Christopher E. Schiess, 24. El avión y su tripulación estaban basados en MCAS El Toro.
El '458' había sido parte de un vuelo de 2 aeronaves cuando su radiofónico falló mientras aterrizaba en la Base de la Fuerza Aérea Mountain Home en el suroeste de Idaho. El avión recibió la orden de efectuar reparaciones en Base de la Fuerza Aérea Mountain Home y luego regresar a MCAS El Toro. Los exámenes de diagnóstico en Mountain Home revelaron que el avión tenía una radio que no funcionaba, ya que no funcionaba el transpondedor, el sistema de oxígeno de fugas, y un sistema de radar de degradado. El personal de mantenimiento fueron capaces de arreglar la radio y confirmar la fuga de oxígeno, pero la base no tiene el personal necesario para reparar o bien el transpondedor o el radar.
Teniente Phillips, el piloto, recibió el permiso para volar el F-4B con un transpondedor inoperante por sus superores. Como el avión procedió a NAS Fallon en Nevada, la fuga de oxígeno empeoró hasta que el sistema se desactivó por completo, y el piloto recibió instrucciones de volar a baja altura. El Phantom II partió NAS Fallon en 5:16 p. m. después de un rutinario plan de vuelo a través del Fresno, Bakersfield, y los corredores aéreos de Los Ángeles.
El vuelo 706 estaba operando bajo reglas de vuelo por instrumentos (IFR). Bajo los procedimientos IFR, el piloto guía de la aeronave mediante el panel de instrumentos de la cabina para la navegación, además de por radio la orientación de los controladores de tráfico aéreo y el radar de tierra. El BuNo 151458 estaba operando bajo reglas de vuelo visual (VFR). En el momento del accidente, procedimientos VFR incluyeron un "ver y ser visto" la doctrina que se remontaba a la aviación temprana. El "ver y ser visto" pilotos de fórmula requerida de todos los planos, VFR y de otro tipo, para estar en constante búsqueda de todas las aeronaves que vuelen en sus proximidades, independientemente de ayudas a la navegación.

## Colisión
Cerca de la Estación de servicio de vuelo en Bakersfield, la tripulación del '458' decidió desviarse al este de su plan de vuelo para evitar el tráfico pesado en el área de Los Ángeles. El Teniente Phillips fue obligado a subir a 15.500 pies (4.700 m) a partir de 1.000 pies (300 m) a causa de deterioro de las condiciones meteorológicas. Mientras tanto, poco después del despegue, el vuelo 706 recibió 2 avisos de tránsito del radar, ninguno de los cuales indicaban la presencia de '458'.
Poco después de llegar a 15.500 pies (4.700 m), el luchador DME (radio) mostró el MCAS El Toro a 50 millas (80 km) de distancia. El piloto del '458' realizó un tonel, una maniobra de vuelo que hizo girar la aeronave 360° con el fin de permitir que el piloto observara cualquier tráfico de aire por encima o por debajo de la aeronave. El teniente Schiess, el oficial de intercepción de radar, estaba operando el radar, que fue incapaz de detectar cualquier aeronave debido a su condición deteriorada. Debido a la posición de estiba del alcance, se le había inclinado hacia adelante y mirando hacia abajo en el instrumento. Entre 3 y 10 segundos antes de la colisión, levantó la vista y observó el DC-9 en su visión periférica y gritó una advertencia al piloto. El piloto intentó una maniobra evasiva, pero no pudo evitar que el avión se aproximara.
A eso de las 18:11, el vuelo 706 y '458 ' colisionaron a unos 15.150 pies (4.620 m) de altitud, en la Sierra de San Gabriel en la comunidad de Duarte. El avión afectado dio vueltas en el aire, golpeó una montaña, y explotó. Testigos en las inmediaciones de Duarte describieron oír un fuerte ruido y ver 2 objetos en llamas que cayeron del cielo. Una segunda explosión sacudió el área que el avión golpeó la montaña. El teniente Schiess, el oficial de intercepción de radar, se expulsó del F-4B y se lanzó en paracaídas. El Teniente Phillips, el piloto, no fue capaz de expulsarse a tiempo, y murió. El F-4B se estrelló en el Monte Bliss, aproximadamente a 1 milla (1,6 km) de los restos del otro avión. Los restos de la colisión y accidentes posteriores desencadenaron numerosos pequeños incendios de malezas en la zona. Los restos se esparcieron a través de un kilómetro de terreno casi inaccesible del Bosque Nacional de Los Ángeles.

## Investigación
El avión se estrelló en el asolado Monte Bliss en la Sierra de San Gabriel, a una altura aproximada de 3.000 pies (910 m), donde la mayor parte de los restos del avión aterrizaron en un desfiladero. Funcionarios del departamento de bomberos fueron enviados a la búsqueda y rescate a través de helicópteros al lugar del accidente, pero los esfuerzos se vieron obstaculizados por una espesa niebla. 9 cuerpos fueron encontrados inicialmente en el lugar del accidente, un número de ellos intacto y todavía atados a sus asientos. Informes de noticias indicaron que estos cuerpos al parecer habían sido arrojados clara en el impacto, y que habían llegado a descansar al lado de la sección de cola del avión.
Algunos testigos informaron que el ala izquierda de la F-4B impactó el centro del fuselaje del avión inmediatamente después de realizar un tonel. Otros testigos afirmaron que el F-4B arrancó un gran agujero en el fuselaje del DC-9, a través del cual documentos y equipaje corrían como el avión de pasajeros cayó. Aunque los papeles con las palabras "Air West" y la fecha de 6 de junio fueron recogidos por los ayudantes del sheriff, ningún equipaje fue recuperado.
La NTSB investigó el incidente, con la asistencia de la Infantería de Marina, la FAA, Hughes Airwest, y la Asociación de Pilotos de Líneas Aéreas. Las primeras declaraciones publicadas por el NTSB revelaron que el caza F-4B había intentado desviarse lejos de la DC-9 antes inmediatamente al impacto, y que un adicional de 10 pies de espacio libre se han evitado toda la colisión. Además, la NTSB confirmó que el F-4B había impactado el DC-9 en 2 lugares, con su ala izquierda impactando cabina de pasajeros hacia adelante del avión y el estabilizador vertical "cortando" la cabina.
El DC-9 llevaba una primitiva grabadora de datos de vuelo que registra la información básica acerca de la aeronave la velocidad del aire, la aceleración, el rumbo y la altitud en las cintas de papel de aluminio. Además, la aeronave estaba equipada con un simple registrador de voz de cabina que grabado todas las conversaciones que tuvieron lugar en la cabina de la aeronave. El registrador de vuelo fue recuperado por los investigadores el jueves 10 de junio de 1971, y enviado a Washington DC para su análisis. Aunque también se recuperó la grabadora de voz, las medidas de protección térmicas habían fracasado y las cintas de grabación fueron destruidos por el fuego.

### Supervivencia
La NTSB determinó que había sido imposible para cualquier pasajero a bordo de DC-9 de Hughes Airwest sobrevivir a la colisión, la desintegración, y la caída de la aeronave. A pesar de un fuego de tierra severa devastó ambos sitios del accidente, la NTSB determinó que todas las víctimas habían muerto en el mismo accidente.
Se determinó, sin embargo, que los 2 miembros de la tripulación a bordo de la marina F-4B podrían haber sobrevivido a la colisión. La investigación adicional por el NTSB reveló un defecto de diseño en el asiento del avión de combate en el que el piloto no sería capaz de expulsarse si el oficial de intercepción de radar se expulsaba primero. Desde el diseño específico de asientos eyectables instalados en la F-4B no estaban destinados a ser despedido a través del pabellón de la aeronave, un interruptor automático mantiene el asiento de expulsar si el toldo estaba en su lugar. Una vez que la copa se desbloqueará de forma manual, el circuito del asiento eyector se completará y podría ser despedido. Este diseño específico del asiento eyector, sin embargo, tenía una tendencia de no poder completar el circuito en el asiento eyector del piloto si la popa del asiento eyector se disparaba primero. El avión F-4B estaban en el proceso de ser modificado con un dosel de nuevo diseño cuando se produjo la colisión. Aviones basados en el MCAS El Toro se programado para comenzar las mejoras en julio de 1971; en el momento de la colisión, BuNo 151458 seguía funcionando con la configuración del dosel original, y el piloto era en consecuencia no puede expulsarlo de la aeronave.

### Probable causa y recomendaciones
La NTSB publicó su informe final del accidente el 30 de agosto de 1972. El informe llegó a la conclusión:

La NTSB determina que la causa probable de este accidente fue el fracaso de ambas tripulaciones de ver y evitar la otra, pero reconoce que sólo tenían capacidad marginal para detectar, evaluar, y evitar la colisión. Otros factores causales incluyen una tasa muy alta de cierre, deL tráfico IFR y VFR en una zona donde la limitación del sistema ATC impide la separación efectiva de este tipo de tráfico, y el fracaso de la tripulación de BuNo458 para solicitar el servicio de asesoramiento de radar, sobre todo teniendo en cuenta el hecho de que tenían un transpondedor inoperable.

Durante el curso de la investigación del accidente, la NTSB trató de recrear las condiciones del accidente para determinar la visibilidad de BuNo458 el 6 de junio. La NTSB, la FAA y la Infantería de Marina volaron una serie de cazas F-4B a lo largo de las rutas de vuelo descritos por el Teniente Schiess, el oficial de intercepción de radar, y varios testigos. Mientras que las pruebas eran suficientes para determinar la dificultad de localizar e identificar el F-4B en la pantalla del radar, las muchas variables involucradas en el incidente del 6 de junio, incluyendo el estado deteriorado de '458 ', en peligro la validez del estudio. Esta incapacidad para determinar las acciones exactas y circunstancias de los controladores aéreos llevó la NTSB en recomendar que la FAA instalación de video y audio de la vigilancia en todas las zonas de control del tráfico aéreo.
El informe de la NTSB incluyó un total de 3 recomendaciones para la FAA. Estas recomendaciones incluyen: la instalación de vídeo y audio de la vigilancia en los centros de control del tráfico aéreo; proporcionar espacio aéreo controlado del tráfico aéreo para toda la duración de todo el tráfico aéreo IFR, y el establecimiento de mejores, los procedimientos definitivos para el manchado y el rastreo de código de 7700 aviones (el código del transpondedor de emergencia utilizado universalmente). Además, la NTSB recomienda encarecidamente que la FAA y el Departamento de Defensa colaboran para desarrollar un programa para mitigar las colisiones y cuasi accidentes entre aeronaves civiles y militares.
Además de estas recomendaciones, la NTSB recomendó también que el Departamento de Defensa restringierá la alta velocidad, la operación de aeronaves a baja altura en los corredores aéreos civiles, considere las tecnologías de prevención de colisiones de aviones militares, y crea el servicio de asesoramiento de radar de la FAA.

## Consecuencias
Los congresistas Sherman P. Lloyd y Henry S. Reuss condenaron las acciones del caza a reacción de la Marina,ya que los medios de comunicación en ese entonces habían informado que el caza estaba realizando piruetas antes de la colisión. Lloyd dijo que los aviones militares deberían estar obligados a establecer contacto con los controladores de tránsito aéreo al entrar en los corredores aéreos de alto tráfico y alrededor de los aeropuertos, mientras que Reuss abogó por la prohibición total de los aviones militares de cualquier corredor aéreo civil de alto tráfico. El senador Frank Moss patrocinó un proyecto de ley en diciembre que requeriría la instalación de equipo de anti-colisión en todos los aviones para 1975.
Las reglas de vuelo visual y la doctrina de "ver y evadir" enfrentaban fuertes críticas en la prensa. Oscar M. Laurel, un miembro del equipo de la NTSB que investigó el accidente, fue ampliamente citado diciendo que ahora "puede ser un buen momento para echar otro vistazo" a las reglas de vuelo visual de vuelos que atraviesen áreas metropolitanas.
La validez de la doctrina "ver y evadir" como un medio seguro de navegación de la aeronave era un punto de contención entre la NTSB y la FAA. La NTSB había criticado la doctrina en varias colisiones anteriores, incluyendo la colisión del Vuelo 853 de Allegheny Airlines en 1969 con un avion Piper PA-28 privado y en 1967 la colisión del Vuelo 22 de Piedmont Airlines con un Cessna 310 privado. La FAA refutó estos resultados e insistió en que, independientemente del modo de operación, es el deber del piloto de la aeronave de estar al tanto de cualquier aeronave en su vecindad.
En marzo de 1971, la NTSB dio a conocer un informe que resume los resultados de un estudio de las colisiones en el aire. El informe indicó que 204 de 396 muertes en los accidentes de jetliner en Estados Unidos desde 1967 se habían producido en colisiones en el aire. Además, cerca de perder los casos que involucran aviones se produjeron, en promedio, al menos una vez por día, en Los Ángeles y Nueva York como puntos de alto riesgo. Por último, el informe señaló que la tendencia actual en los siniestros aéreos indicó que otras 528 personas morirían en colisiones en el aire dentro de los próximos diez años. Estas cifras no incluyen las víctimas de vuelo 706.
Un estudio de la FAA en 1968 había descubierto que una cuarta parte de los 2.230 encuentros cerca de perder la aeronave informó que el año había involucrado un avión militar. A raíz de la colisión en vuelo del Vuelo 706, la FAA y el Ejército de los Estados Unidos acordaron reducir en los vuelos VFR y operar su lugar bajo IFR. Esta transición requeriría aviones militares a presentar planes de vuelo y obedecer civiles controladores de tráfico aéreo.
Poco después de la colisión, el 21 de junio de 1971, la Asociación de Pilotos de Líneas Aéreas y Organización Profesional de los Controladores Aéreos emitieron un comunicado conjunto pidiendo la FAA para una serie de normas de seguridad que incluía un límite de velocidad de 250 nudos (290 mph) para aeronaves que operan bajo VFR. Otras demandas incluyen la instalación de transpondedores en todas las aeronaves, para amplificar la presencia de la aeronave en las pantallas de radar, y la re-evaluación de los VFR, debido a la mayor complejidad, la congestión y la velocidad de los viajes aéreos modernos.
El New York Times informó que la incidencia de muertes en accidentes de aviación comercial había aumentado considerablemente en 1971, frente a 146 muertes en 1970 y 158 muertes en 1969. Además, estas muertes se habían producido en un momento cuando las líneas aéreas fueron recortando vuelos debido a la recesión económica, y las líneas aéreas habían volado alrededor del 6% menos horas en 1971 a 1970. Los 8 accidentes mortales de 1971 incluyeron 3 colisiones en el aire y 4 accidentes de aproximación de aterrizaje. Además, 1971 vio el accidente del Vuelo 1866 de Alaska Airlines, en el momento en el peor accidente aéreo en la historia de la aviación civil estadounidense.
Más tarde ese año, Hughes Airwest cambió su librea de su firma todo amarillo.

### Litigios
Una semana después del accidente, los familiares de varios pasajeros a bordo del vuelo 706 comenzó la presentación de demandas y documentos de la corte contra Hughes Airwest y, más tarde, el gobierno de los Estados Unidos. La primera presentación fue por la familia de Keith A. Gabel, que presentó una moción para perpetuar testimonio en el Distrito Central de California el 16 de junio de 1971. Estas solicitudes de movimiento que la corte emita una orden de la corte para una persona deposición de deben adoptarse, y se puede hacer antes de una demanda que se presentó bajo las Reglas Federales de Procedimiento Civil.
Las demandas contra el gobierno de Estados Unidos se retrasaron 6 meses la Ley Federal de Demandas por Agravios. En enero de 1972, la familia Gabel presentó una demanda contra los Estados Unidos que contenía colectivas acusaciones y pidió una "sentencia declarativa sobre la cuestión de la responsabilidad". El Panel Judicial de Litigios en multidistritales decidió trasladar todas las acciones judiciales relacionadas con el Distrito Central de California. 11 acciones fueron transferidas en julio de 1972. El Tribunal de Distrito de Estados Unidos ordenó el traslado de todas las 72 acciones presentadas en otros tribunales de distrito para ser transferido a la jurisdicción del Distrito Central, el 19 de marzo de 1973.
El 30 de agosto de 1972, todos los casos fueron consolidados en un solo caso para determinar la responsabilidad. Los casos en contra de los Estados Unidos, Hughes Airwest, y Hughes Air Corporation se fusionaron en una sola demanda colectiva en octubre de 1972. El 5 de abril de 1973, Hughes Airwest y el Gobierno de Estados Unidos se comprometieron a no impugnar la cuestión de la responsabilidad. La mayoría de los reclamantes se establecieron en diciembre de 1973 para el pago de diversas cantidades negociadas.

## Filmografía
La investigación del accidente esta representado en el segundo episodio de la 13ª temporada de la serie canadiense Mayday: catástrofes aéreas en el episodio titulado ''Trampa de velocidad'' en España y ''Speed Trap'' en la versión internacional.